# 胡本斯凱
48°6′54″N 35°12′15″E / 48.11500°N 35.20417°E
胡本斯凱（烏克蘭語：Губенське）是位於烏克蘭東南部的村莊，由扎波羅熱州扎波羅熱区的彼得羅-米哈伊利夫卡市鎮負責管轄。該村面積0.28平方公里，2001年人口6，人口密度每平方公里21.4人。